# Andrea Herzog
Andrea Herzog (Meißen, 9 de diciembre de 1999) es una deportista alemana que compite en piragüismo en la modalidad de eslalon.
Participó en los Juegos Olímpicos de Tokio 2020, obteniendo una medalla de bronce en la prueba de C1 individual. En los Juegos Europeos de Cracovia 2023 consiguió una medalla de bronce en la prueba de C1 por equipos.
Ganó tres medallas en el Campeonato Mundial de Piragüismo en Eslalon, en los años 2019 y 2022, y cuatro medallas en el Campeonato Europeo de Piragüismo en Eslalon entre los años 2016 y 2024.

## Palmarés internacional
| Juegos Olímpicos   | Juegos Olímpicos               | Juegos Olímpicos  | Juegos Olímpicos |
| Año                | Lugar                          | Medalla           | Competición      |
| ------------------ | ------------------------------ | ----------------- | ---------------- |
| 2020               | Tokio (Japón)                  | Medalla de bronce | C1 individual    |
| Campeonato Mundial |                                |                   |                  |
| Año                | Lugar                          | Medalla           | Competición      |
| 2019               | Seo de Urgel (España)          | Medalla de oro    | C1 individual    |
| 2022               | Augsburgo (Alemania)           | Medalla de oro    | C1 individual    |
| 2022               | Augsburgo (Alemania)           | Medalla de plata  | C1 por equipos   |
| Juegos Europeos    |                                |                   |                  |
| Año                | Lugar                          | Medalla           | Competición      |
| 2023               | Cracovia (Polonia)             | Medalla de bronce | C1 por equipos   |
| Campeonato Europeo |                                |                   |                  |
| Año                | Lugar                          | Medalla           | Competición      |
| 2016               | Liptovský Mikuláš (Eslovaquia) | Medalla de bronce | C1 por equipos   |
| 2017               | Tacen (Eslovenia)              | Medalla de plata  | C1 por equipos   |
| 2019               | Pau (Francia)                  | Medalla de plata  | C1 por equipos   |
| 2024               | Tacen (Eslovenia)              | Medalla de oro    | C1 individual    |